# Raekwon
Raekwon, pseudonimo di Corey Woods (New York, 12 gennaio 1970), è un rapper statunitense, membro del collettivo hip hop Wu-Tang Clan.
Raekwon è noto anche per le sue molte collaborazioni che l'hanno reso celebre in tutto il mondo, come quelle con Schoolboy Q, Kanye West, e altri.

## Biografia
Raekwon entra nel collettivo del Wu-Tang Clan nei primi anni novanta e partecipa al successo del gruppo, dovuto al disco Enter the Wu-Tang (36 Chambers) (Loud Records 1993). Dopo il boom dell'album i membri del Clan cominciano a lavorare ai progetti solisti; Raekwon aspetta il 1995 per pubblicare Only Built 4 Cuban Linx... (Loud Records). Il lavoro, prodotto interamente da RZA, si rivela il primo esperimento di mafia rap, ispirato alla cultura italo-americana e nel quale i testi descrivono scene di traffico di cocaina ed attività criminali. Il disco si rivela un successo discografico e fa da esempio a molti altri lavori usciti in seguito come Reasonable Doubt di Jay-Z o It Was Written di Nas. Per l'occasione tutti i membri del Clan newyorkese acquisiscono un nuovo alias: Method Man diventa Johnny Blaze, Raekwon si trasforma in Lou Diamonds e così via. A collaborare strettamente con Raekwon è Ghostface Killah il quale vorrà Chef come ospite speciale nel suo disco di debutto, Ironman (1996 Epic Records).

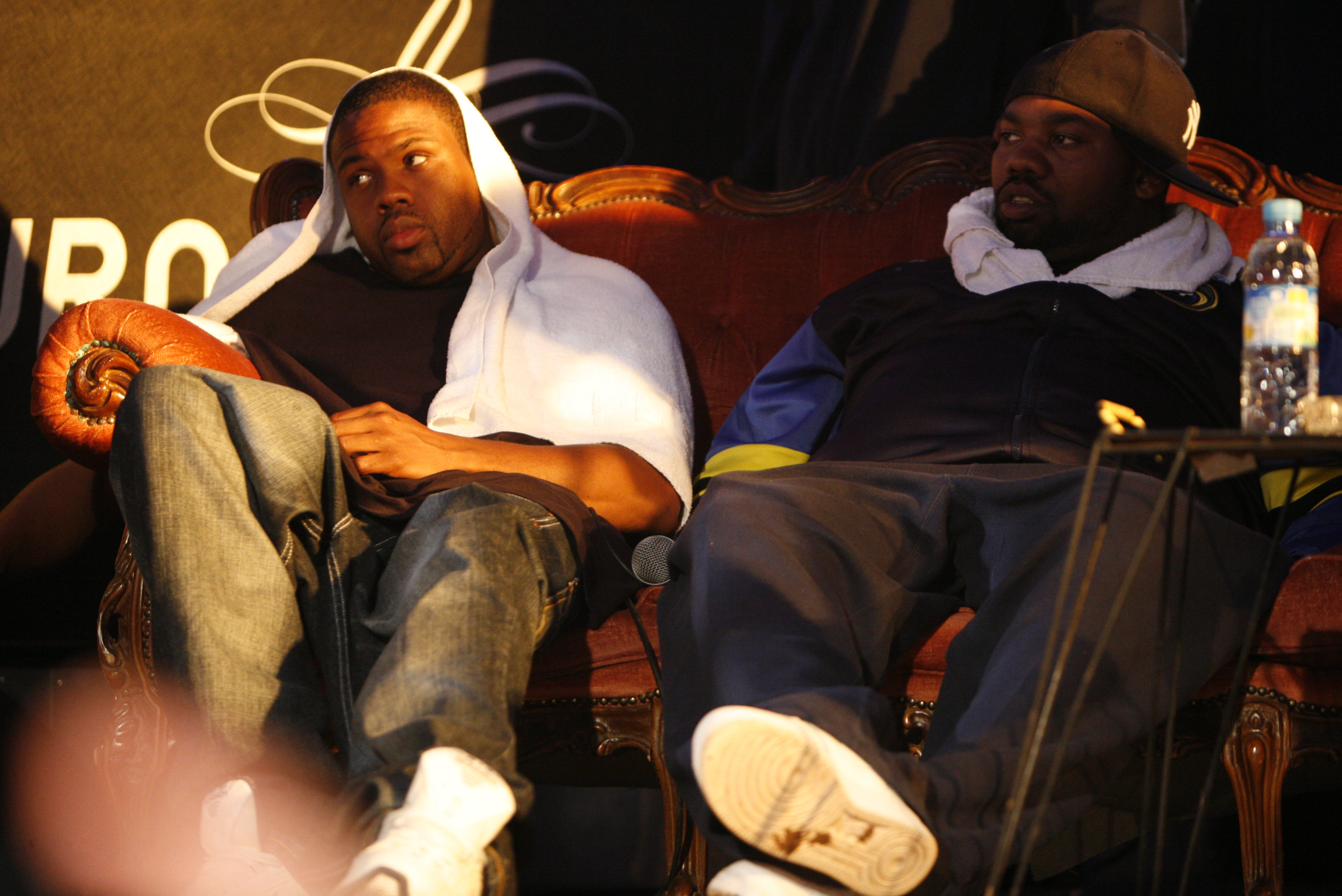
Raekwon e Mathematics (a sinistra) dei Wu-Tang Clan

Tornato nel Clan per le registrazioni del doppio disco Wu-Tang Forever e presente in quasi tutti i pezzi, ritenta la via solista nel 1999 con Immobilarity (Loud Records). Nonostante il disco raggiunga buoni numeri di copie vendute i vecchi fan rimangono delusi dal disco. Nel frattempo lo Chef ha cambiato il proprio alter ego in Lex Diamonds. Raekwon si dà da fare con collaborazioni e featuring a ripetizione, comparendo su dischi quali Aquemini degli OutKast (Skew It On The Bar-B) o Don Cartagena di Fat Joe (Johnny Blaze).
Dopo The W (2000 Loud Records) e Iron Flag (2001 Loud Records), usciti come Wu-Tang Clan, Raekwon pubblica il suo terzo disco solista, The Lex Diamond Story (2003 Universal). Il disco non riesce a bissare le cifre dei suoi predecessori e finisce con l'oscurare la figura dell'MC di Staten Island. Negli anni 2005-2006 torna in grande stile con due mixtape, The Vatican vol. I e The DaVinci Code: The Vatican vol. II. Compare inoltre nelle maggiori produzioni di casa Wu-Tang del 2006 quali Made in Brooklyn di Masta Killa e Fishscale di Ghostface Killah. Lo stesso anno Raekwon firma un contratto discografico con la Aftermath Records. Nel 2007 ha collaborato con il gruppo rap rumeno Paraziții per l'album Slalom Printre Cretini (Slalom tra i cretini). Nel 2022 ha collaborato con il rapper italiano Noyz Narcos nel singolo Welcome Back dell’album Virus.

## Alias
- The Chef
- Lex Diamonds
- Louis Diamonds
- Rick Diamonds
- Shallah
- Louis Rich
- Shallah Raekwon

## Discografia
- 1995 – Only Built 4 Cuban Linx...
- 1999 – Immobilarity
- 2003 – The Lex Diamond Story
- 2009 – Only Built 4 Cuban Linx... Pt. II
- 2011 – Shaolin vs. Wu-Tang
- 2015 – Fly International Luxurious Art
- 2017 – The Wild
- 2025 - The Emperor's New Clothes